# بيت الجابري (بني العوام)

تعديل مصدري - تعديل

بيت الجابري هي إحدى قرى عزلة جبل نمر بمديرية بني العوام التابعة لمحافظة حجة، بلغ تعداد سكانها 265 نسمة حسب تعداد اليمن لعام 2004.